# Ampelaster carolinianus
Ampelaster carolinianus là một loài thực vật có hoa trong họ Cúc. Loài này được (Walter) G.L.Nesom mô tả khoa học đầu tiên năm 1995.

## Liên kết ngoài

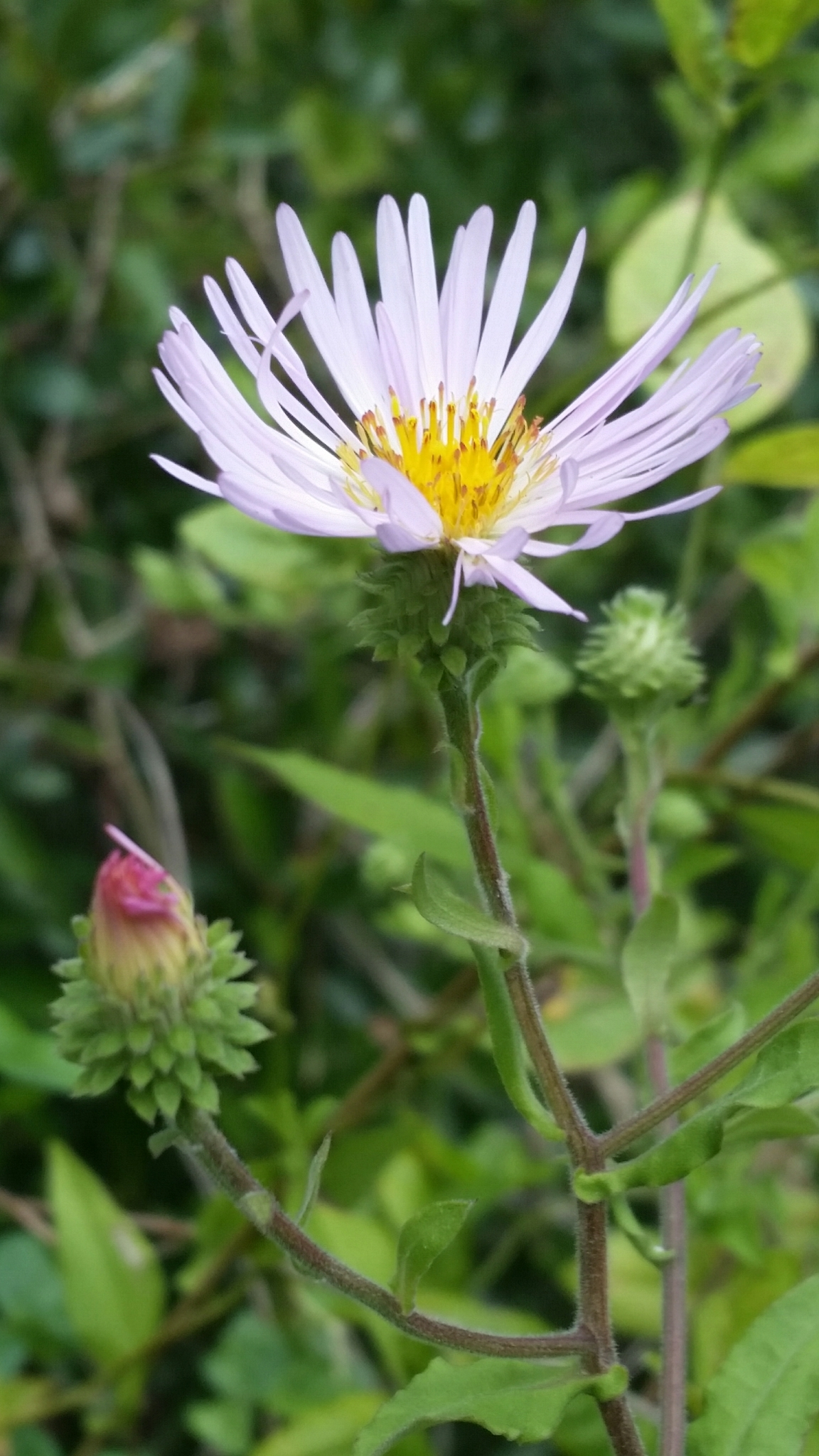
Ampelaster carolinianus